# Wizkid

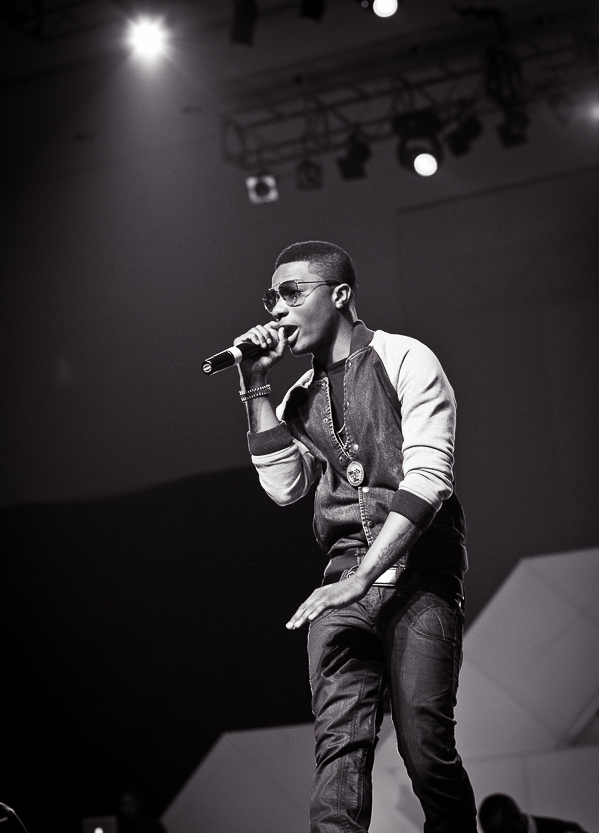
Wizkid

Wizkid  (1990年7月16日—) 是一名尼日利亚歌手、词曲作者。他从11岁开始录制音乐。2016年，他与Drake共同創作的单曲临别一舞在美国告示牌百大單曲榜上排名第一。 
2020年10月，他发行了第四张专辑《Made in Lagos》，該專輯在告示牌榜單上一度排名第一。这张专辑中的单曲“ Essence ” 也成为第一首登上告示牌百大單曲榜的尼日利亚歌曲。他的第六张专辑《Morayo》于2024年11月22日发行。这张专辑發行時創下Spotify非洲专辑首发銷售纪录。